# Miesięcznik (zin)
Miesięcznik – zin wydawany przez Śląski Klub Fantastyki od 10 stycznia 1989 roku w formacie A5, liczy 32 do 36 stron.
Pismo to wydawane jest co miesiąc, choć nie konkretnego dnia. Zin posiada w miarę stały układ tematyczny. Pierwsze kilka stron zajmują wiadomości ze świata fantastyki, na kolejnych znajdują się omówienia przyznawanych w różnych środowiskach fantastów nagrody, recenzje utworów fantastycznych oraz relacje z konwentów. Miesięcznik posiada swoją wersję elektroniczną.
Redaktorem pisma jest Piotr W. Cholewa.